# Mettichowie

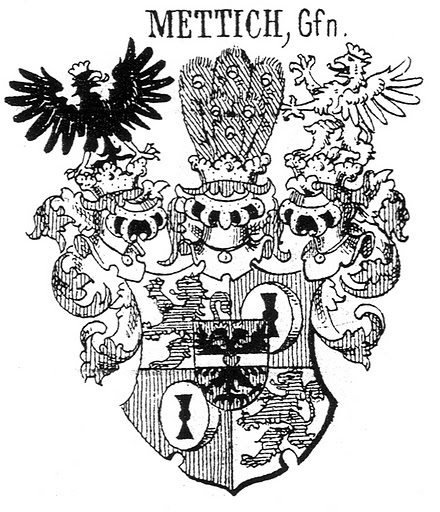
Herb Mettichów

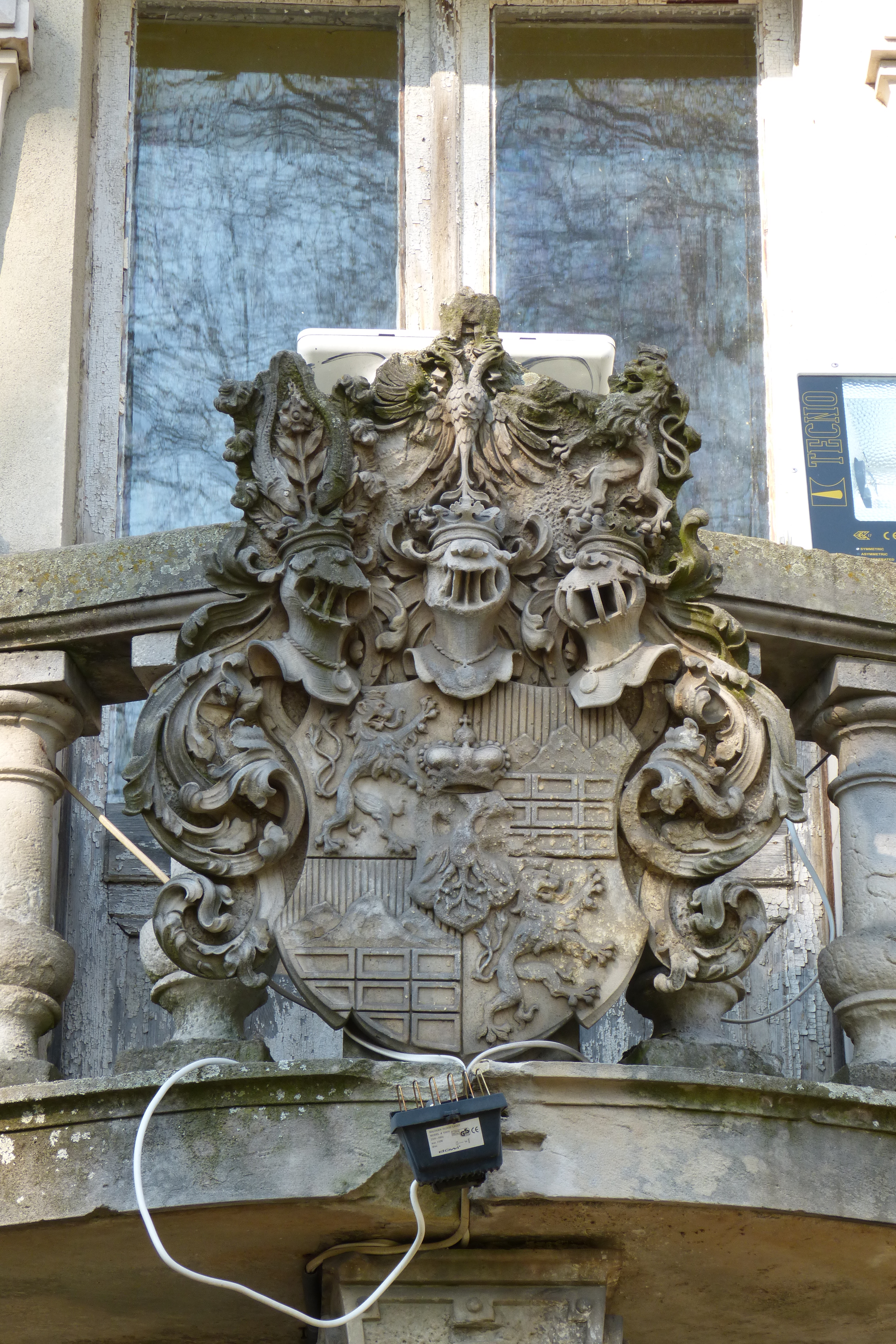
Herb Mettichów nad wejściem do pałacu w Dąbrowie

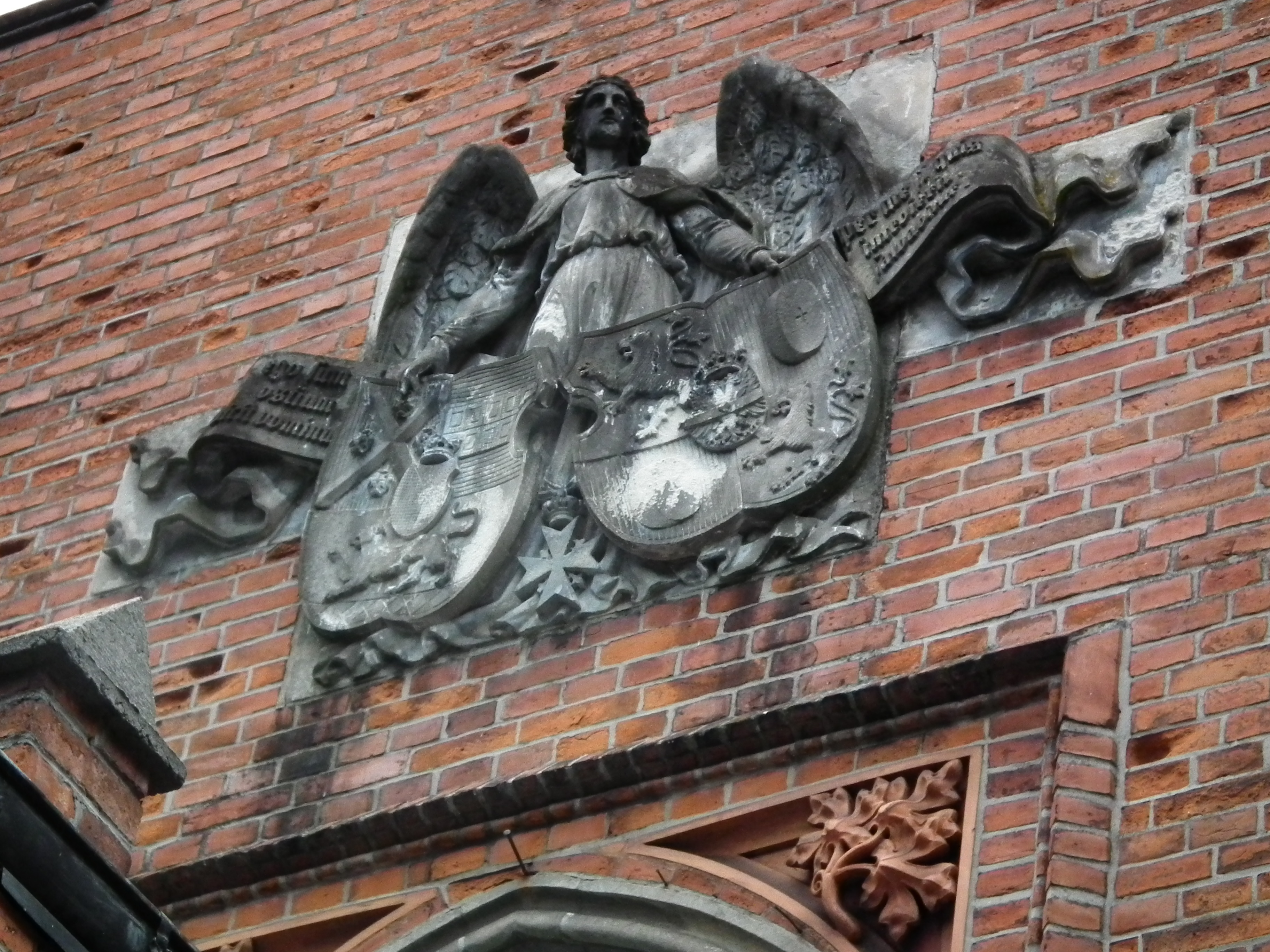
Herb Alcantarów (L) i Mettichów (P) nad wejściem do kościoła w Żelowicach

Mettichowie (również Tschentschau-Mettich) – śląski ród arystokratyczny.

## Historia
Ród Mettichów wywodził się z Czech.
W 1592 Mettichowie stali się właścicielami zamku w Łące Prudnickiej, który stał się centrem ich dóbr. Byli oni wówczas właścicielami kilku wsi w okolicy Prudnika, między innymi Łąki Prudnickiej, Moszczanki, Niemysłowic, Klisina, Ściborzyc Małych, Piorunkowic, Wierzbia i części Rudziczki.
W XVII wieku Mettichowie byli właścicielami miasta Korfantów.
W 1604 roku księstwo raciborskie, w tym zamek znalazł się w rękach baronów Baltazara i Jerzego von Mettichów jako zastaw na sumę 116 000 talarów. Odbudowali oni zamek, a koszt prac oszacowano na 6000 talarów. W 1609 roku po tym, jak dopłacono 28 000 talarów zamek stał się własnością baronów von Mettich. Oprócz zamku Mettichowie otrzymali tartaki, młyny, odrębne budynki, różne prawa. Budowla była wtedy zniszczona, a baron zobowiązał się odrestaurować kaplicę i nie ograniczać fundacji na rzecz odprawiających w niej nabożeństwa księży. Ornaty, kielichy i monstrancje należące do kolegiaty zamkowej zostały spisane i według akt komory książęcej miały zostać zwrócone Kościołowi. Na początku XVII wieku zamek uległ przebudowie, w wyniku której fasada kaplicy zyskała barokowy wygląd.
W latach 1615–1617 Joachim von Tschetschau-Mettich ufundował pałac w Dąbrowie.
Mettichowie byli protestantami. W 1605 cesarz w uznaniu rodu nadał Joachimowi Mettichowi tytuł barona. W 1629 cesarz Ferdynand II Habsburg wysłał kapitana La Mordima i jezuitę Cygnaeusa, żeby zmusili Joachima Metticha i jego poddanych do przejścia na katolicyzm.
Od 1629 Joachim Tschetschau-Mettich był właścicielem Chmielowic, a od ok. 1667 Żerkowic. Obie wsie zostały sprzedane w 1740 baronowi Larischowi.
Od 1668 do 1682 Karl Joachim von Mettich był właścicielem Jaryszowa.
W 1724 miasto Prudnik odkupiło Piorunkowice i część Rudziczki od hrabiego Józefa Metticha i jego żony.
Anna i Maria von Mettich w 1829 sprzedały swoje zadłużone dobra generałowej Colomb, w tym między innymi dobra w Łące Prudnickiej, Niemysłowicach, Spalonym Dworze i Chocimiu.
W latach 1865–1866 z inicjatywy grafiny Caroliny von Mettich (zmarła 31 maja 1865) nastąpiła przebudowa kościoła Podwyższenia Krzyża Świętego w Żelowicach. Nad wejściem do kościoła znajduje się kartusz z herbem Mettichów.

## Zamki, pałace, posiadłości

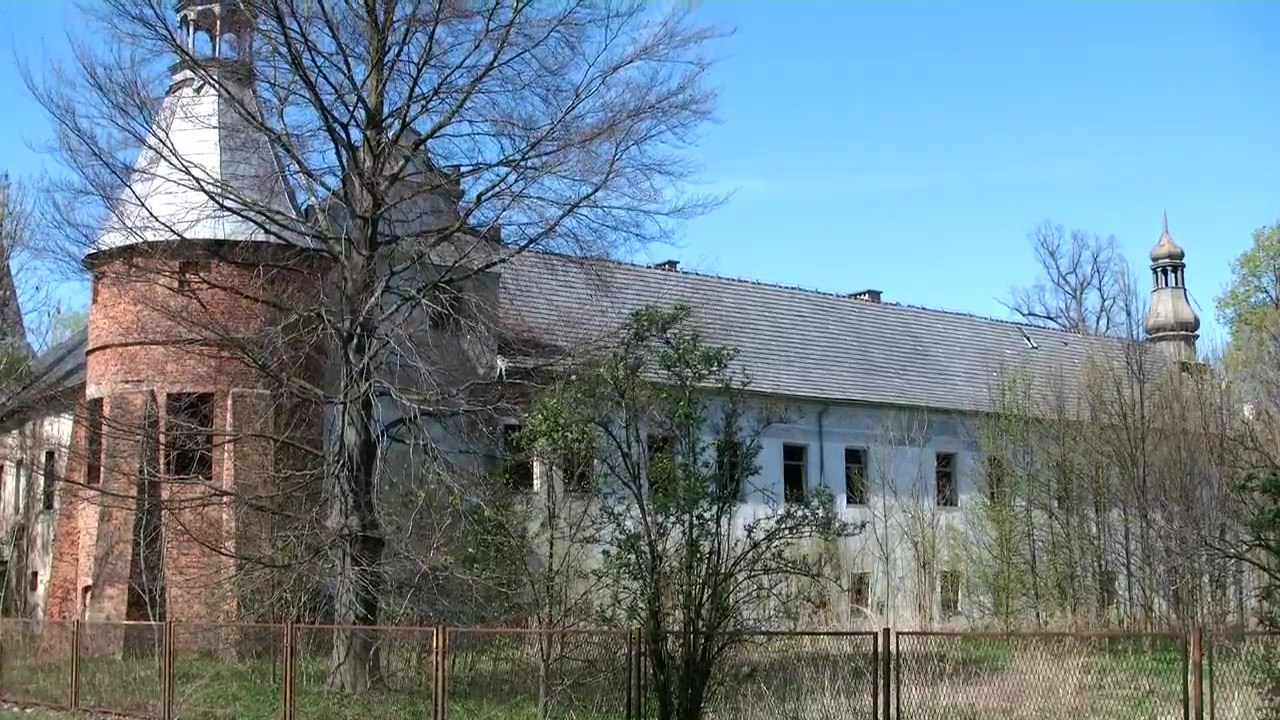
Zamek w Łące Prudnickiej
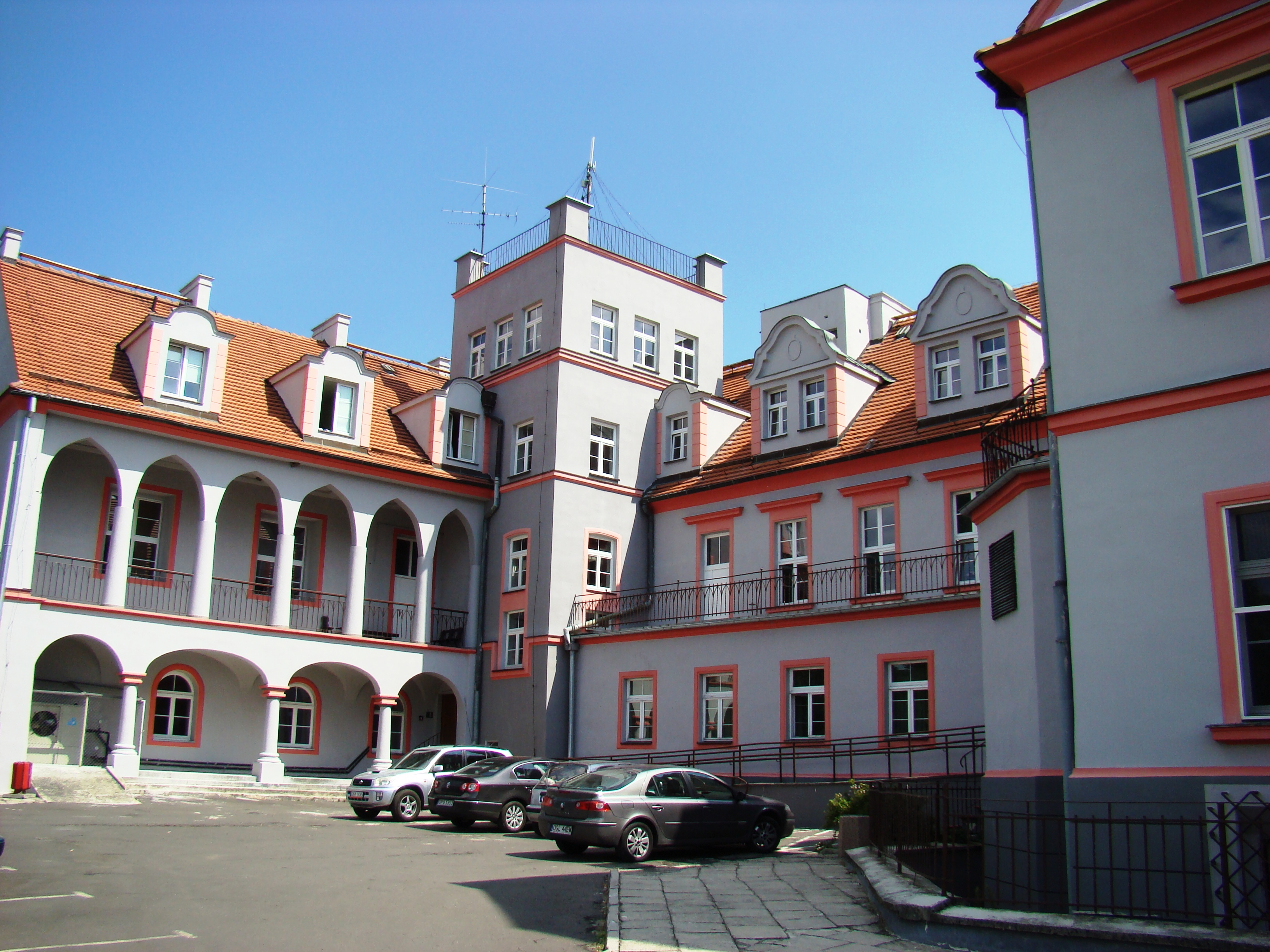
Zamek w Korfantowie
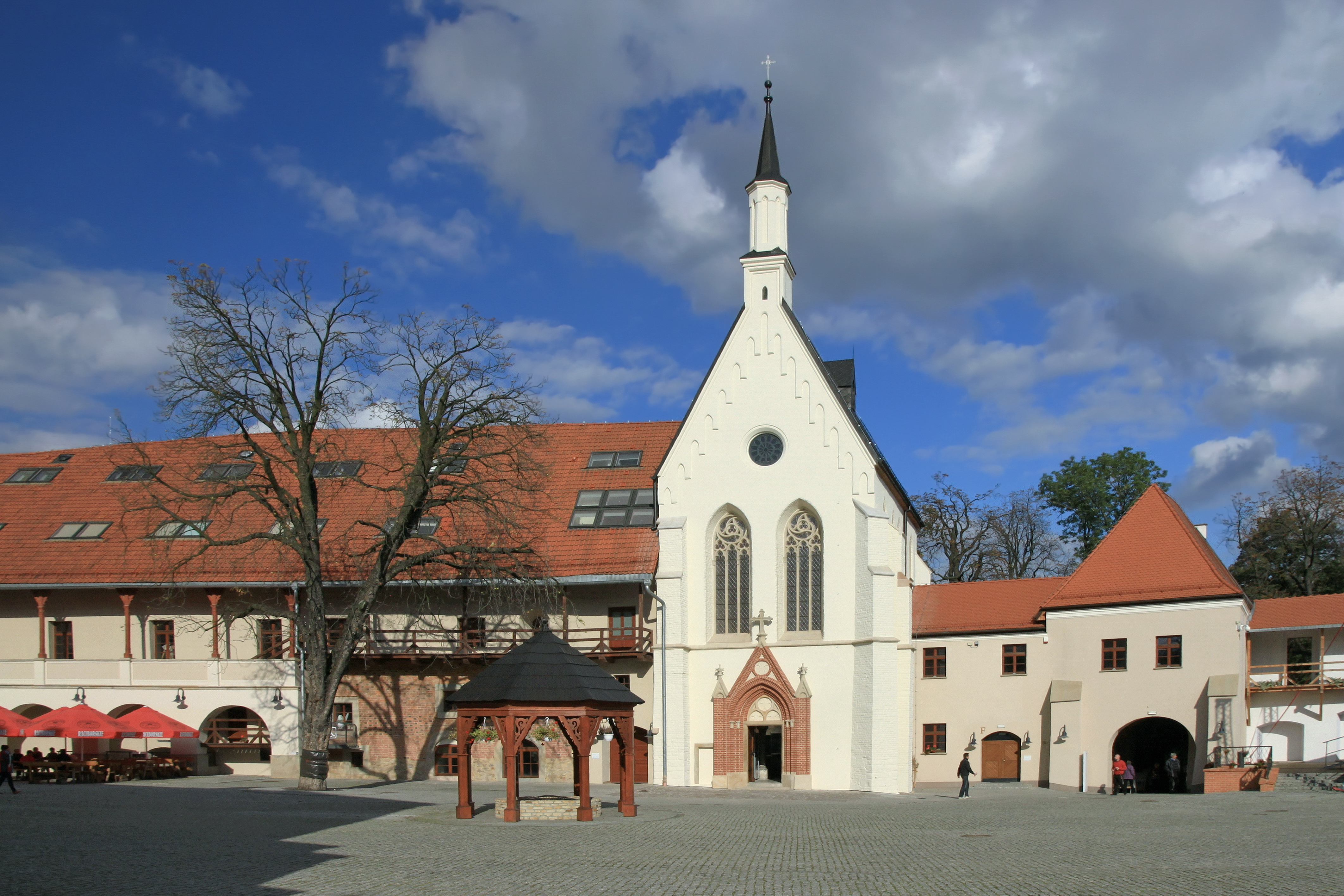
Zamek w Raciborzu
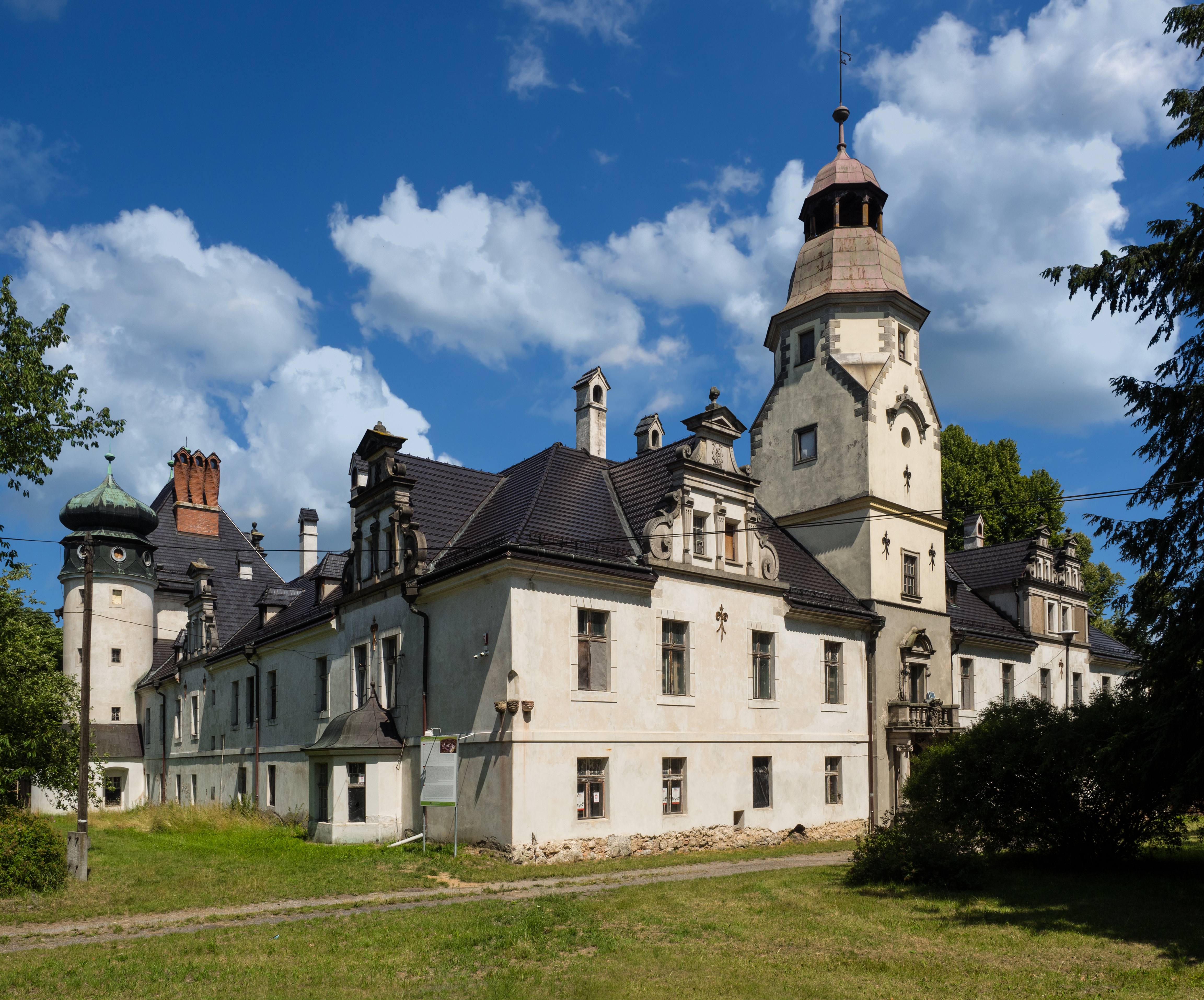
Pałac w Dąbrowie
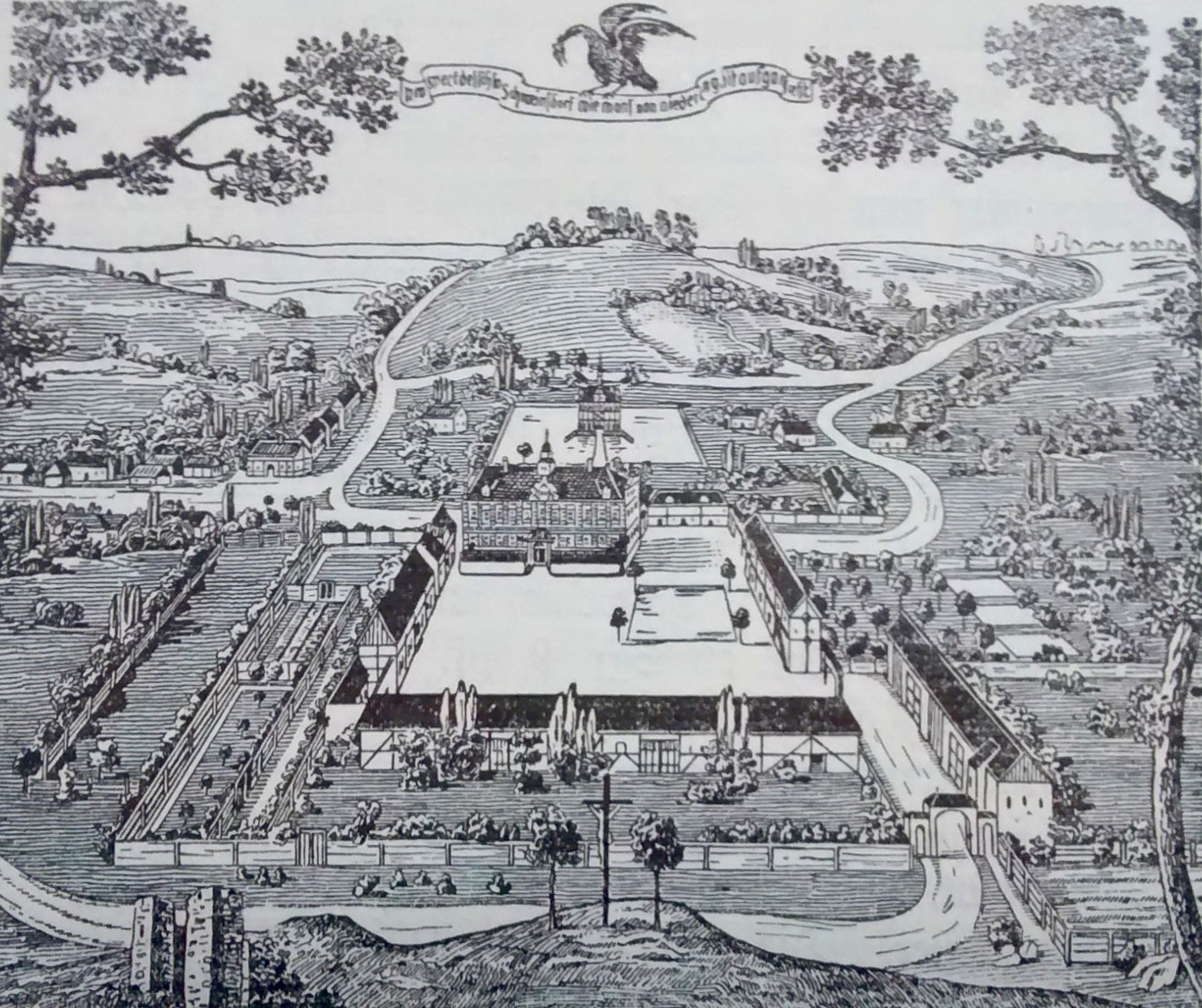
Pałac w Piorunkowicach
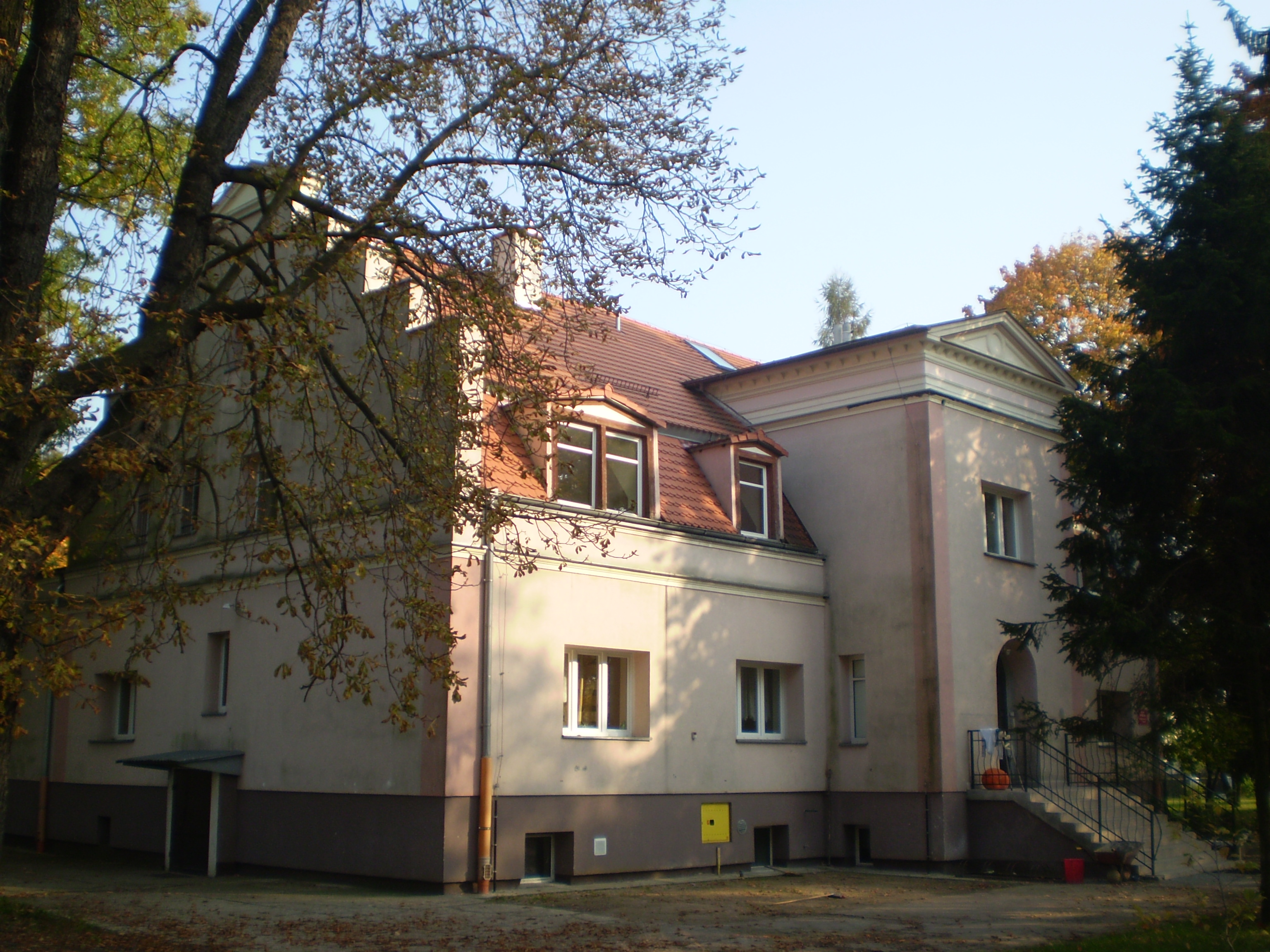
Dwór w Chmielowicach
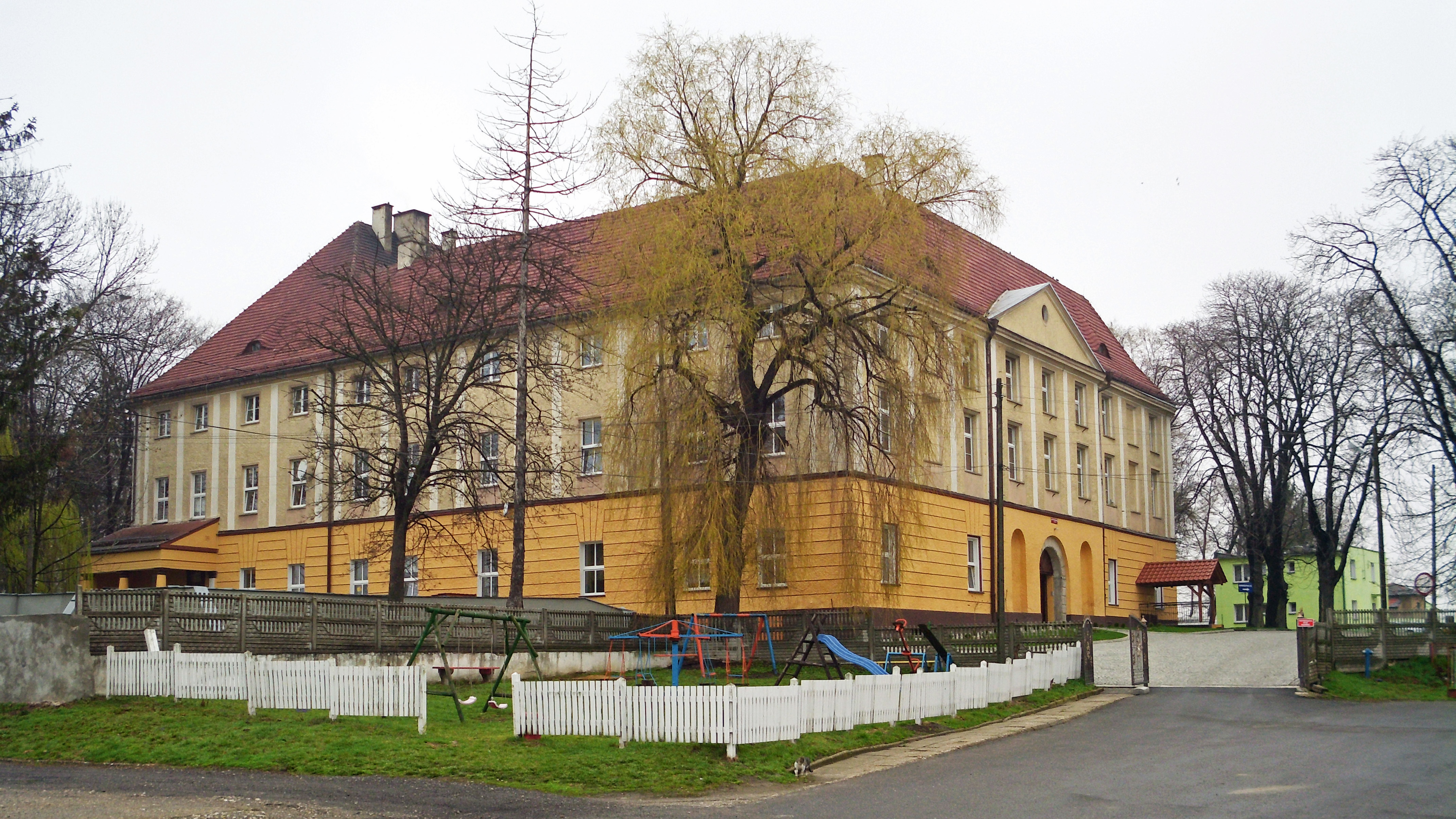
Pałac w Klisinie
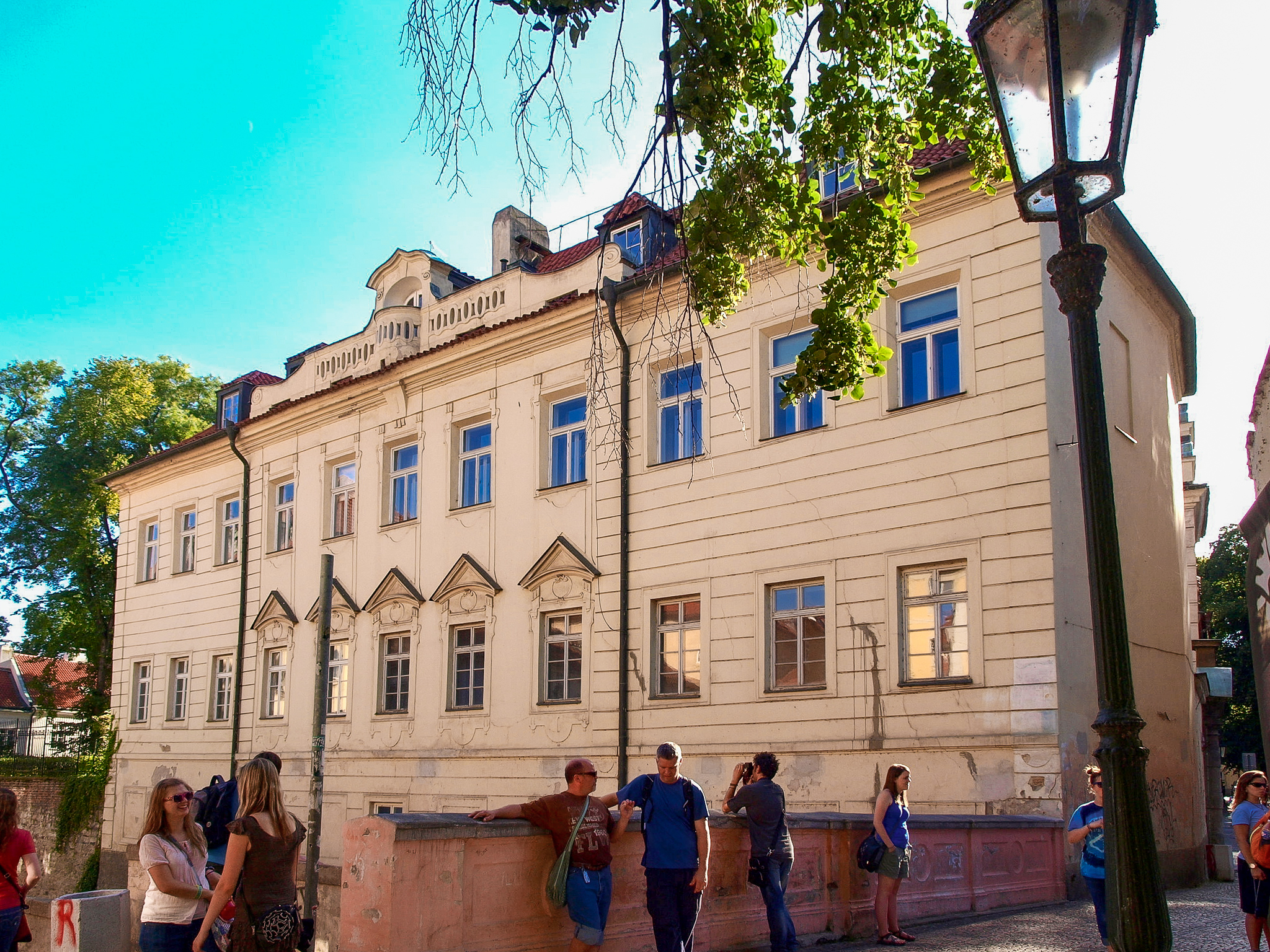
Pałac w Pradze (Malá Strana)